# Gentamicin
A gentamicin (INN) egy széles spektrumú aminoglikozid antibiotikum. A VIII. Magyar Gyógyszerkönyvben Gentamicin-szulfát (Gentamicini sulfas) néven hivatalos.
Többféle bakteriális fertőzés kezelésében alkalmazzák többek között például csontvelőgyulladás, szívbelhártyagyulladás, kismedencei gyulladás, agyhártyagyulladás, tüdőgyulladás, húgyuti gyulladások és szepszis esetén. Nem hatásos gonorrhoea vagy chlamydia fertőzések esetén. Intravénásan vagy izomba adott injekcióként adják, illetve égési sérülések és a szem külsejét érintő fertőzések esetén helyileg, külsőleg alkalmazzák. Általában csak két napig használják, amíg a baktériumtenyésztés meghatározza, hogy milyen specifikus antibiotikumokra érzékeny a fertőzést okozó baktérium. A gentamicin plazmaszintje folyamatos felügyeletre szorul, mert a túl nagy dózis toxikus lehet.
A gentamicin belsőfül- és veseproblémákat okozhat. A belső fül károsodása egyensúlyzavarokhoz és hallásvesztéshez vezethet. Ezek a változások véglegesek lehetnek. Ha terhesség alatt alkalmazzák, károsíthatja a fejlődő babát, úgy tűnik azonban, hogy a szoptatás alatti használata biztonságos. A gentamicin az aminoglikozidok egyik fajtája. Úgy fejti ki hatását, hogy megzavarja a baktériumok fehérjetermelő képességét, és ez általában elpusztítja a baktériumokat.
A gentamicint a Micromonospora purpurea baktérium termeli, 1962-ben szabadalmaztatták, orvosi használatra 1964-ben engedélyezték. Az antibiotikumot a Micromonospora tenyészetéből gyűjtik össze a baktérium sejtfalának perforálásával. A bioszintézisének módja ma is kutatás alatt áll, hogy növeljék az expresszióját és magasabb koncentrációjú gentamicint nyerjenek. A gentamicin szerepel az Egészségügyi Világszervezet (WHO) alapvető gyógyszerek listáján. Az Egészségügyi Világszervezet a gentamicint a humán gyógyászat szempontjából kritikus fontosságúnak minősíti. Generikus gyógyszerkészítményként érhető el.

## Orvosi felhasználás
A gentamicin számos bakteriális fertőzés ellen hatásos, főleg Gram-negatív baktériumok, köztük Pseudomonas, Proteus, Escherichia coli, Klebsiella pneumoniae, Enterobacter aerogenes, Serratia, de a Gram-pozitív Staphylococcus ellen is hat. A gentamicin hatásos a rá érzékeny baktériumok által okozott légutakat, húgyutakat, csontvelőt, vért és a lágy szöveteket érintő fertőzésekben.
In vitro a gentamicin-szulfát hatékonynak bizonyult számos patogén Gram-negatív baktériumtörzsre:
- Escherichia coli
- indol-pozitív és indol-negatív Proteus fajok
- Pseudomonas aeruginosa
- Klebsiella-Enterobacter-Serratia csoport tagjai
- Citrobacter
- Salmonella
- Shigella
- Haemophilus influenzae
- Moraxella és Neisseria fajok kiváltképp a gonococcus[12]
- Gram-pozitív baktériumok, mint a koaguláz-pozitív és koaguláz-negatív Staphylococcusok

A gentamicinre bizonyos fokig rezisztens fajok:
- Enterobacteriaceae
- Pseudomonas spp.
- Enterococcus spp.
- Staphylococcus aureus és más Staphylococcus fajok.[13]

### Érzékeny csoportok

#### Terhesség és szoptatás
A gentamicin nem ajánlott terhesség alatt, kivéve ha az anya számára nyújtott előnyök ellensúlyozzák a kockázatokat. A gentamicin átjut a méhlepényen és visszafordíthatatlan kétoldali veleszületett siketséget okoz. Intramuszkulárisan az anyának adott gentamicin izomgyengeséget okozhat az újszülöttben.
A gentamicin biztonságosságát és hatásosságát szoptató anyák esetében nem igazolták. Az anyatejben és a szoptatott csecsemőkben mérhető mennyiségben van jelen.

#### Idősek
Időseknél a vesefunkció kezelés előtt és a kezelés folyamán is vizsgálandó, mert annak hatására csökken a glomeruláris filtrációs ráta. Ebben a korosztályban a gentamicinszint hosszabb időre maradhat magas. Vese-, hallás-, egyensúlyérzékelő vagy neuromuszkuláris problémával rendelkező betegek esetén a kezelés alkalmazása körültekintést igényel.

#### Gyermekek
Gentamicin nem ajánlott a gyermekek kezelésében, a csecsemőket is ideértve. Körükben a tanulmányok szerint magasabb a hatóanyag szérumszintje és a felezési ideje is hosszabb. A kezelés alatt a vesefunkció rendszeres ellenőrzésre szorul. Hosszútávú hatásként hallásvesztés és egyensúlyozási problémák léphetnek fel. Hipokalcémia, hipokalémia és izomgyengeség jelentkezhet az injekció beadása után.

## Ellenjavallatok
Nem szabad alkalmazni olyannál, akinél korábban hiperszenzitivitási reakciót, például anafilaxiás rohamot váltott ki a gentamicin vagy más aminoglikozid. Nagyobb odafigyelést igényel a myasthenia gravis és más neuromuszkuláris rendellenességek esetén, mivel fennáll a gyengeség súlyosbodásának veszélye.

## Káros hatások
A gentamicin káros hatásai a kevésbé súlyos reakcióktól, például hányingertől és hányástól a súlyosabb reakciókig terjedhetnek, beleértve:
- Alacsony vérsejtszám
- Allergiás reakciók
- Neuromuszkuláris problémák
- Idegkárosodás (neuropathia)
- Vesekárosodás (nefrotoxicitás)
- Fülbántalmak (ototoxicitás)

A vese- és halláskárosodás valószínűleg dózisfüggő, a nagyobb adag növeli a károsodás esélyét. Ez a két toxicitás késleltetett megjelenésű lehet, néha csak a kezelés befejezése után jelentkezik.

### Vesekárosodás
Az aminoglikozidokkal kezelt emberek 10-25%-ánál károsodik a vese, és a gentamicin a leginkább károsító hatású ezen a csoporton belül. Az akut nefrotoxicitás gyakran visszafordítható, de akár végzetes is lehet. A vesekárosodás kockázatát befolyásolhatja a dózis, a terápia gyakorisága, időtartama és bizonyos gyógyszerek egyidejű alkalmazása, például NSAID-ok, diuretikumok, ciszplatin, ciklosporin, cefalosporinok, amfotericin, jódtartalmú kontrasztanyagok és vankomicin.
A vesekárosodás kockázatát növelő tényezők a következők:
- Megnövekedett életkor
- Csökkent vesefunkció
- Terhesség
- Pajzsmirigy alulműködés
- Májműködési zavar
- Hipovolémia, dehidratáltság
- Metabolikus acidózis
- Nátriumhiány

A vesefunkció ellenőrzésekor mérik a vér kreatinin-szintjét, elektrolitszintet, vizelet mennyiségét, a vizeletben lévő fehérjék mennyiségét és más anyagok vérben lévő koncentrációját (pl. Urea).

### Belső fül
Az aminoglikozidekkel kezelt betegek kb. 11%-ánál jelentkezik a belső fül károsodása (ototoxicitás). A belső fül károsodásának gyakori tünetei közé tartozik a fülzúgás, a halláscsökkenés, a szédülés, a koordinációs zavarok és a szédülés. A gentamicin krónikus alkalmazása a fül két területét érintheti. Először is, a belső fülben lévő szőrsejtek károsodása visszafordíthatatlan halláskárosodáshoz vezethet. Másodszor, a belső fül vesztibuláris készülékének károsodása egyensúlyi problémákhoz vezethet. Az ototoxicitás kockázatának csökkentése érdekében a kezelés alatt ajánlott hidratált maradni.
A belső fül károsodásának kockázatát növelő tényezők a következők:
- Megnövekedett életkor
- Magas húgysavszint a vérben
- Veseműködési zavar
- Májműködési zavar
- Magasabb adagok
- Hosszú ideig tartó kezelés
- Erős vízhajtók (pl. furoszemid ) szedése

## Gyógyszertan

### Hatásmechanizmus
A gentamicin egy baktericid hatású antibiotikum, amely a bakteriális riboszóma 30S alegységéhez kötődik, és negatívan befolyásolja a fehérjeszintézist. A hatásmódot illetően általánosan elfogadott, hogy a gentamicin meggátolja a riboszóma azon képességét, hogy az ellenőrizze, hogy a megfelelő tRNS a megfelelő mRNS-sel kapcsolódott-e össze. Jellemzően, ha egy helytelen tRNS párosul egy mRNS kodonnal a riboszóma aminoacil kötőhelyén, az 1492-es és 1493-as adenozin bázispárok ki vannak zárva a kölcsönhatásból és visszahúzódnak, aminek hatására a riboszóma nem használja fel a belépő aa-tRNS-EF-Tu komplexet. Azonban a gentamicin a 16S riboszomális RNS 44-es hélixéhez kapcsolódva arra készteti az adenozin bázispárokat, hogy abban a helyzetben maradjanak, amit a helyes összekapcsolódáskor vesznek fel. Ez hibás aa-tRNS-ek elfogadásához vezet, aminek következtében a riboszóma olyan fehérjéket szintetizál, amelyekben nem megfelelő aminosavak vannak elhelyezve (nagyjából minden 500-ból 1 hibás). A nem működő, hibásan lefordított fehérjék rosszul hajtogatódnak és össze is csomósodnak, ami végül a baktérium halálához vezet. A gentamicin kristályos szerkezete alapján egy másodlagos mechanizmust is javasoltak, egy másik kötőhelynél a 23S rRNS 69-es hélixénél, amely a 44-es hélixel lép kapcsolatba, valamint a STOP kodonokat felismerő fehérjékkel. Ezen a második helyen a gentamicin valószínűleg meggátolja a riboszóma kapcsolatba lépését az újrahasznosító faktorokkal, ami miatt a riboszóma 2 alegysége a transzláció után is egyben marad. Ez sok inaktív riboszómát hoz létre, melyek nem tudnak újraaktiválódni és új fehérjéket létrehozni.

## Kémia

### Szerkezet

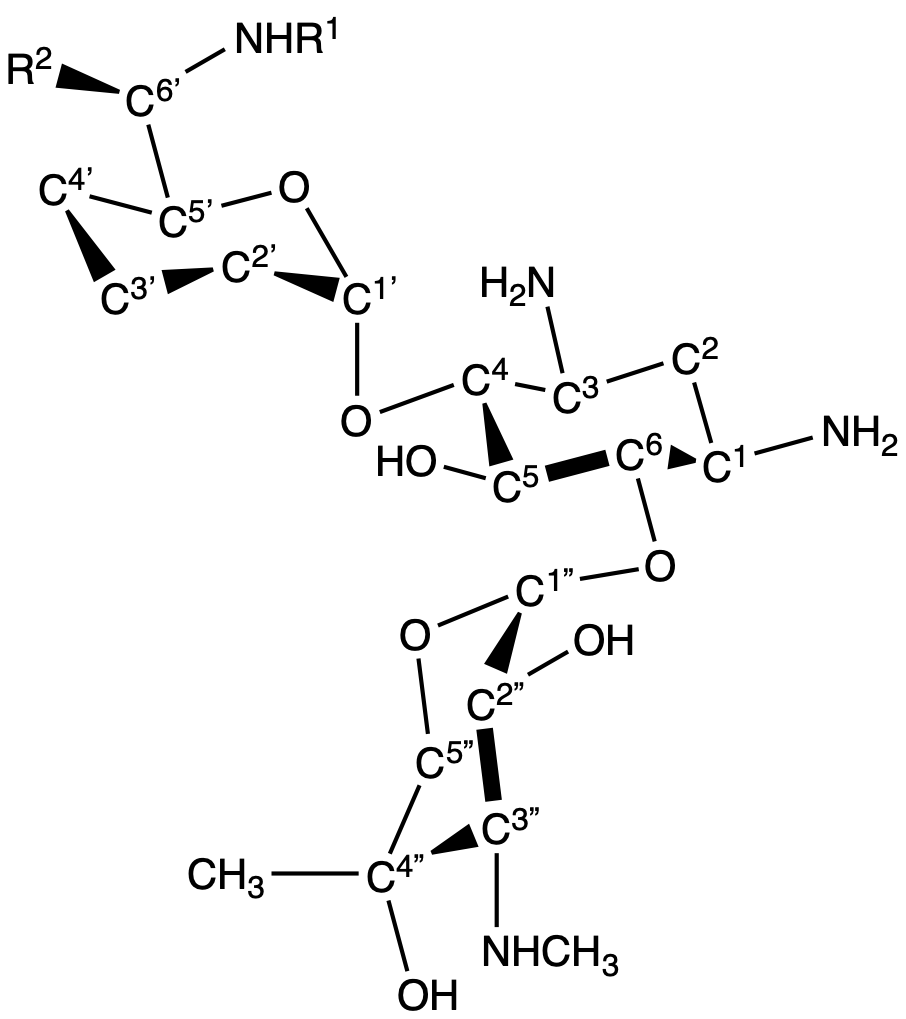

Mivel a gentamicint Micromonospora fajokból nyerik, az alapváz a 2-deoxisztreptamin nevű aminociklitol. Ehhez a hat szénatomos gyűrűhöz a 4-es és 6-os szénatomnál aminocukor-molekulák, a ciklikus purpurózamin és garózamin kapcsolódik. A gentamicin komplex öt fő komponensre (C 1, C 1a, C 2, C 2a, C 2b ) és több kisebb komponensre differenciálódik a purpurózamin egység 6' szénatomjának szubsztitúciójával, amelyet a jobb oldali képen R 1 és R 2 jelöl. A táblázat a gentamicin komplex néhány típusa közötti különbséget szemlélteti.
| C komplex | R 1          | R 2          |
| --------- | ------------ | ------------ |
| C 1       | Metilcsoport | Metilcsoport |
| C 1a      | Hidrogén     | Hidrogén     |
| C 2       | Hidrogén     | Metilcsoport |
| C 2a      | Hidrogén     | Metilcsoport |
| C 2b      | Metilcsoport | Hidrogén     |

### Összetevők
A gentamicin számos rokon gentamicin komponensből áll, amelyek különböző fokú antimikrobiális hatást fejtenek ki. A gentamicin fő összetevői közé tartoznak a gentamicin C komplex tagjai: a gentamicin C 1, gentamicin C 1a és gentamicin C 2, amelyek a gentamicin körülbelül 80%-át teszik ki, és a legmagasabb antibakteriális aktivitással rendelkeznek. A gentamicin A, B, X és néhány másik csoport adja a gentamicin fennmaradó 20%-át, ezeknek alacsonyabb az antibiotikum aktivitásuk, mint a gentamicin C komplexbe tartozóké. Egy adott gentamicin minta összetétele nincs egyértelműen meghatározva és a gentamicin C-komponenseinek és más összetevőknek aránya mintáról mintára különbözhet a gentamicin gyártójától és az gyártási folyamattól függően. A minták közötti változatosság miatt nehéz lehet a gentamicin különféle tulajdonságainak tanulmányozása, beleértve a farmakokinetikát és a mikroorganizmusok vele szembeni érzékenységét, ha kémiailag rokon, de eltérő vegyületek ismeretlen kombinációja áll fenn.

### Bioszintézise
A gentamicin bioszintézise nem teljesen tisztázott. Az előállítását vezérlő gének iránt nagy az érdeklődés, mert nem egyszerű a gentamicin összegyűjtése az előállítás után. A gentamicin a sejtfelszínen gyűlik össze, ezért a sejtfelszín perforációja szükséges az összegyűjtéséhez. Sokak szerint növelni lehetne az összegyűjthető gentamicin mennyiségét, ha azonosítják a géneket és átprogramozzák őket, hogy a gentamicin szekretálódjon. A szakirodalom egyetért abban, hogy a bioszintézis kezdeteként a Micromonospora echinospora belsejében a D-glükóz-6-foszfát defoszforilálódik, transzaminálódik, dehidrogéneződik és végül glikozilálódik D-glükózaminnal és létrejön a paromamin. A D-xilóz hozzáadásával létrejön a gantamicin A2, mely az első átmeneti állapot a gentamicin C komplex létrehozásának folyamatában. A gentamicin A2 metilálódik és epimerizálódik gentamicin X2 -vé, amely az első elágazódási pont a bioszintézis folyamatában.
A kobolamin-dependens GenK enzim hatására a 6. szénatom metilálódik és kialakul a gyógyszertani szempontból aktív G418 nevű molekula. A GenQ nevű dehidrogenáz gén dehidrogénezi és aminálja a G418-at a 6. szénatomnál és kialakul a gyógyszertanilag aktív JI-20B, bár az is lehetséges, hogy egy másik közbülső forma, a 6'-dehidro-6'oxo-G418 (6'-DOG) jön létre hamarabb és ezt a GenB1 nevű gén aminálja. A JI-20B dehidroxilálódik és epimerizálódik a gentamicin C komplex első komponensévé, a gentamicin C2a-vá, amely azután a GenB2 által epimerizáción, majd egy meg nem határozott gén által N-metilezésen megy keresztül, így keletkezik ennek az elágazási pontnak a végterméke, a gentamicin C1.
Amikor a GenK által katalizált lépés kimarad, és az X2-t egyből a GenQ dehidrogenizálja és aminálja, akkor egy másik gyógyszertanilag fontos forma a JI-20A jön létre. Az is lehet, hogy itt is van egy közbülső lépés és 6'-dehidro-6'-oxo-gentamicin X2 (6'-DOX), ami a GenB1 amináló hatásra alakul ki. A JI-20A aztán dehidroxilálódik a GenB4 hatására gentamicin C1A-vá. A C1a ezután egy meg nem határozott enzim által N-metilezésen megy keresztül, így keletkezik a végső komponens, a gentamicin C2b.

#### Erjedés
A gentamicin csak folyadékkultúrás (szubmerz) erjedés során szintetizálódik és a szervetlen tápanyagokforrások jelenléte csökkenti a termelődését. A hagyományos fermentáció során élesztős marhahúslevest használtak de a kutatások igyekeztek megtalálni a gentamicin C komplex előállítására legmegfelelőbb táptalajt, mivel a gentamicin C komplex a gyógyszertanilag egyedül releváns komponens. A táptalaj fő összetevői a szénforrások, elsősorban a cukrok, de számos tanulmány kimutatta, hogy a növényi és halolajok hozzáadásával megnőtt a gentamicin termelés, ellenben csökkent glükóz, xilóz és számos karbonsav hozzáadása esetén. A táptalajban hagyományosan triptont és különféle élesztőformákat és élesztőszármazékokat használnak nitrogénforrásként, de jótékony adalékanyagnak bizonyult számos aminosav, a szójaliszt, a kukoricalekvár, az ammónium-szulfát és az ammónium-klorid. Foszfát ionok, fémionok ( kobalt és néhány másik kis koncentrációban), különféle vitaminok (főleg B-vitaminok ), purin és pirimidin bázisok is kerülhetnek a táptalajba a gentamicin termelés fokozása érdekében, de a növekedés mértéke függ a Micromonospora fajoktól és a táptalaj egyéb komponenseitől is. A felsorolt adalékanyagok mellett a pH és a levegőztetés is fontos meghatározó tényező a termelt gentamicin mennyiségében. A gentamicin bioszintéziséhez 6,8 és 7,5 közötti pH-tartományt használnak, és a levegőztetés mértéke a Micromonospora fajoktól és a táptalaj típusától függ.

## Története

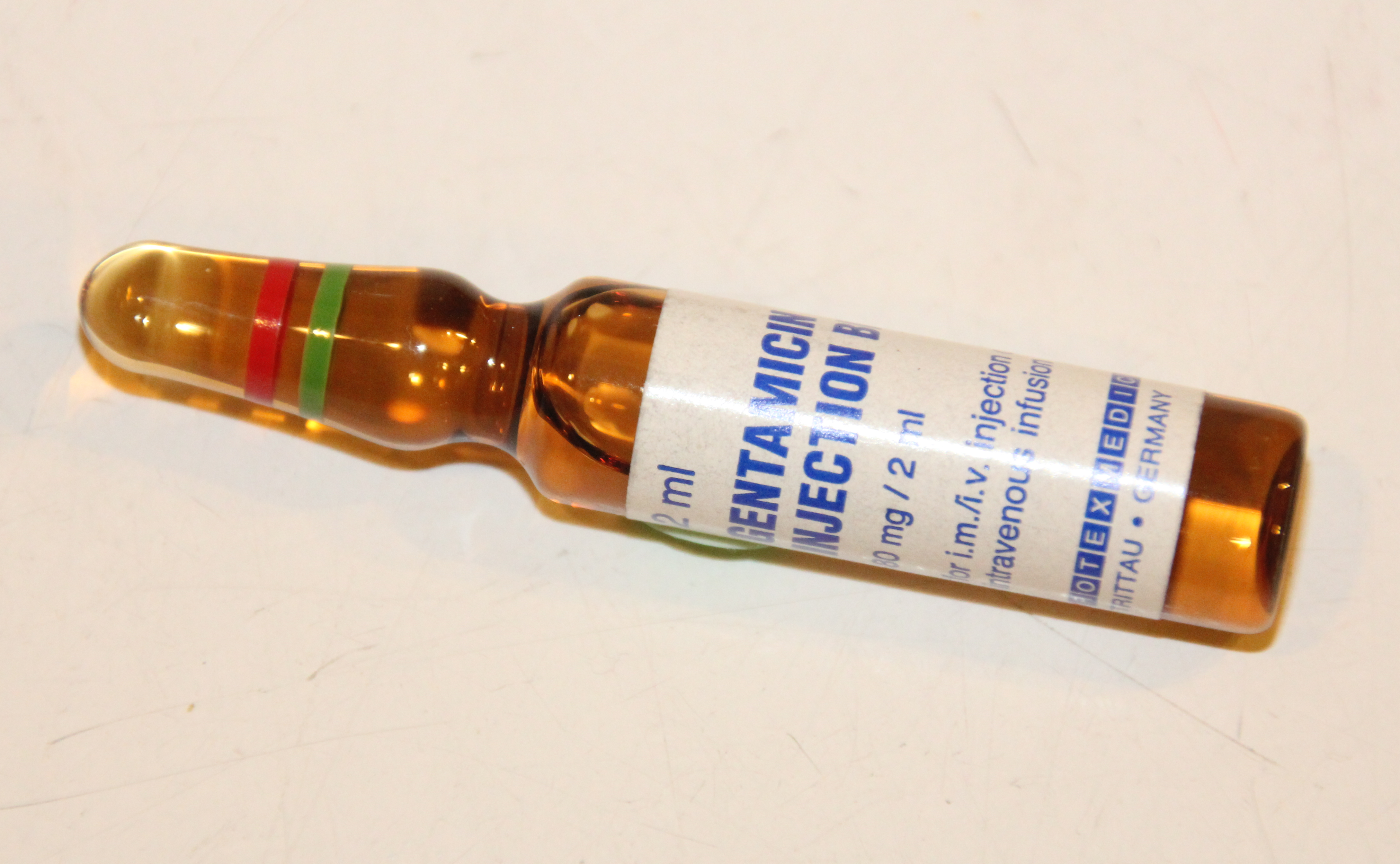
Gentamicin injekcióhoz

A gentamicin a Micromonospora purpurae-ban keletkezik erjedés útján. Weinstein, Wagman és munkatársai fedezték fel 1963-ban a Schering Corporationnél (Bloomfield, NJ), miközben a Rico Woyciesjes által biztosított forrásanyaggal (talajminták) dolgoztak. Ezt követően Cooper és munkatársai, szintén a Schering Corporationnél, megtisztították és három komponensének szerkezetét meghatározták. Kezdetben égési sérülések helyi kezelésére használták Atlantában és San Antonio-ban, majd 1971-ben kezdték intravénásan alkalmazni. Továbbra is a szepszis kezelésének alappillére.

## Kutatás
A gentamicint molekuláris biológiai kutatásokban is használják antibakteriális szerként szövet- és sejttenyészetekben, a steril kultúrák szennyeződésének megelőzésére. A gentamicin azon kevés hőstabil antibiotikumok egyike, amelyek még autoklávozás után is aktívak maradnak, ami különösen hasznossá teszi egyes mikrobiológiai táptalajok előállításában.

## Fordítás
Ez a szócikk részben vagy egészben  a   Gentamicin című angol Wikipédia-szócikk ezen változatának fordításán alapul.  Az eredeti cikk szerkesztőit annak laptörténete sorolja fel. Ez a jelzés csupán a megfogalmazás eredetét és a szerzői jogokat jelzi, nem szolgál a cikkben szereplő információk forrásmegjelöléseként.